# God Has a Plan for Us All
God Has a Plan for Us All — первый долгоиграющий альбом группы Angtoria, выпущенный 8 мая 2006 года. Через некоторое время группа сняла свой первый видеоклип — на титульную песню альбома («God Has a Plan for Us All»).

## Список композиций
- Аранжировкой всех песен занимались Сара Джезебель Дэва, Крис Рен и Томми Рен.

1. The Awakening (1:31) (Дэва, T. Рен)
2. I’m Calling (4:57) (Дэва, Т. Рен, К. Рен)
3. God Has a Plan For Us All (4:33) (Дэва, Т. Рен, К. Рен)
4. Suicide On My Mind (3:51) (Дэва, К. Рен)
5. Deity Of Disgust (5:00) (при участии Хагстрём, Мартен из группы ZooL) (Дэва, Т. Рен, К. Рен)
6. The Addiction (3:27) (Дэва, К. Рен)
7. Six Feet Under’s Not Deep Enough (4:15) (Дэва, К. Рен)
8. Do You See Me Now (4:25) (Дэва, К. Рен)
9. Original Sin (3:39) (при участии Аарона Стейнторпа из группы My Dying Bride) (Дэва, Т. Рен, К. Рен, Стейнторп)
10. Hell Hath No Fury Like a Woman Scorned (4:43) (Дэва, К. Рен)
11. Confide In Me (кавер на одноименную песню Kylie Minogue) (4:14) (Стив Андерсон, Дэвид Симан)
12. That's What The Wise Lady Said (4:31) (Дэва, К. Рен)
13. A Child That Walks In The Path Of a Man (Бонусная дорожка Ограниченного издания)

## Запись
- Продюсеры: Крис и Томми Рен
- Техники: Крис и Томми Рен, Мики Охлен, Марк Харвуд (вокал и бас), Даниэль Бергстрэнд (ударные)
- Сведение: Даниэль Бергстрэнд, Мики Охлен, Крис Рен, Томми Рен
- Редактирование голоса: Эрик С.
- Мастеринг: Бьёрн Энгельманн

## Участники записи
- Сара Джезебель Дэва: женский вокал
- Аарон Стейнторп: мужской вокал в песне «Original Sin»
- Тони Конберг: доп. мужской вокал
- Крис Рен: акустическая и электрогитара, клавишные, бас, программирование
- Томми Рен: акустическая и электрогитара, клавишные, бас, программирование
- Ричард Андерсон: клавишные
- Дэйв Пибус: бас
- Андреас Бробьер; ударные, перкуссия